# Pont de Sault-Brénaz
Pour les articles homonymes, voir Sault-Brénaz.
Le pont de Sault-Brénaz est un pont en arc franchissant le Rhône entre les communes de Sault-Brénaz (Ain) et de Porcieu-Amblagnieu (Isère).
Il est également appelé Pont sur le Rhône.